# Siegfried III von Eppstein
 Siegfried von Eppstein  ou Sigefroi IIIe de Mayence (né vers 1194, et mort le 9 mars 1249 à Bingen am Rhein), neveu de Siegfried II von Eppstein par Godefroi, son père, et de Théodoric II, archevêque de Trèves, par Theodora de Wied, sa mère, succéda à son oncle paternel dans le siège de Mayence en l'an 1231.

## Biographie
Siegfried III von Eppstein  est chanoine de la cathédrale  de Mayence (depuis 1220), prévôt de la cathédrale Saint-Barthélemy de Francfort et de la collégiale Saint-Pierre et Saint-Alexandre d'Aschaffenbourg. Au plus tôt dans les derniers jours de l'année précédente 1230, puisqu'on a de lui un acte daté du 18 décembre 1231 où il compte encore la première année de son épiscopat. En 1232, étant à la diète d'Aquilée, Siegfried obtient de l'empereur l'abbaye de Lorsch, ou Laurisheim, ce qui lui attira, dans la suite, une querelle avec Otton II, duc de Bavière et palatin du Rhin. La même année ; il fait raser la ville de Wiesbaden.
Frédéric II réprime en 1235 la rébellion de son fils Henri, roi des Romains, qu'il fait emprisonner. Il demeure cependant en Allemagne et réunit une majestueuse Diète d'Empire en août 1235 à Mayence, avec l'archevêque Siegfried. L'empereur promulgue là, le 23 août 1235, la Reichslandfriede (Paix Nationale) aussi appelée Capitulations de Mayence, série d'articles ayant rang de constitution.
Siegfied édifie en 1236 l'Hôpital du Saint-Esprit, en vue d'accueillir les malades et les nécessiteux.
En 1238, il suit l'empereur Frédéric dans son expédition d'Italie et le sert de son conseil et de son bras dans les différents combats qu'il eut à livrer. Mais, craignant d'indisposer le pape Grégoire IX en servant un prince qui lui était odieux, il demande la permission de retourner en son diocèse avec tant d'instance que Frédéric la lui accorde. Ce prince, comptant toujours sur son attachement, lui confia Conrad, roi des Romains à la place du rebelle Henri depuis 1237, pour le ramener en Allemagne, et le nommant en même temps comme régent dans ce royaume sous la tutelle de Siegfried III.

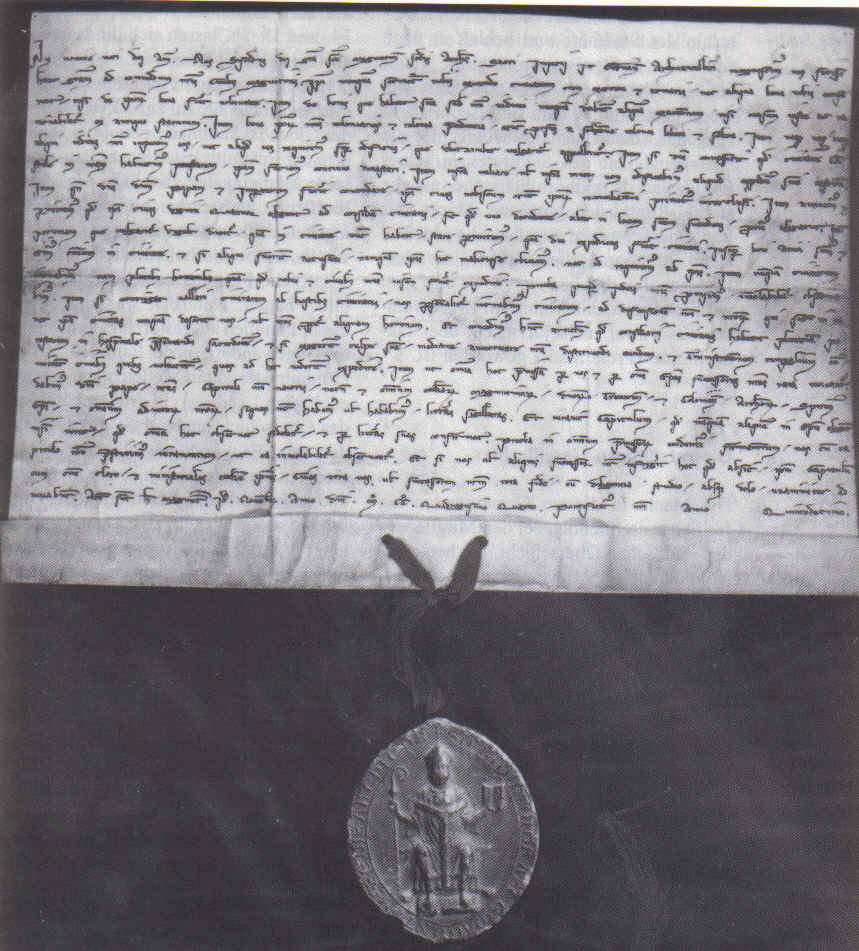
Privilège de la souveraineté de la ville libre de Mayence de 1244

Celui-ci achève le 4 juillet 1239 la nouvelle aile ouest de sa cathédrale, qu'il avait commencée dès son accès au siège archiépiscopal.
Après la mort de Grégoire IX, en 1241, il se déclare ouvertement, avec l'archevêque de Cologne, pour le pape contre l'empereur de la dynastie Hohenstaufen, et poursuit à outrance les partisans de ce prince. La ville d'Erfurt était de ce nombre. Siegfried en chasse les clercs et les moines en 1242, après avoir jeté sur la ville un interdit qui dura depuis le mercredi avant les Rameaux jusqu'au 1er août suivant, et ne fut levé qu'en payant une amende considérable. Frédéric ayant été déposé par Innocent IV au concile de Lyon tenu en 1245, l'archevêque de Mayence applaudit à ce jugement. L'archevêque de Trèves et celui de Cologne qui étaient dans les mêmes dispositions que lui, s'assemblent avec les évêques de Strasbourg, de Metz, de Spire, et d'autres prélats, à Veitshöchheim, près de Wurtzbourg, où ils élisent, le 22 mai de l'an 1246, Henri le Raspon, landgrave de Thuringe comme roi des Romains.
La mort ayant écarté cet anti-roi, l'année suivante, ils lui substituent Guillaume, comte de Hollande. On voit encore dans la cathédrale de Mayence la statue de Siegfried, ayant à ses côtés celles des deux rois, ornés de leurs couronnes, l'un à droite avec cette inscription, Henricus MX[Quoi ?], l'autre à gauche avec celle-ci : Willelmus REX. Après la mort de Raspon, il prétend réunir à son église les fiefs laissés vacants en Thuringe, et eut pour adversaires le margarve de Misnie Henri III l'Illustre, et Sophie, duchesse de Brabant. Cette querelle dura l'espace de dix-sept ans. Siegfried, en 1249, se fait autoriser par le pape à s'attribuer toutes les prévôtés de son diocèse, et les meilleures cures qui deviendront vacantes au cours des deux années suivantes. Il reçoit, dans le même temps, le titre de légat en Germanie. Mais la mort ne lui permit pas de jouir de ces avantages. Ayant accompagné le roi Guillaume dans une expédition, il tomba malade près du palais impérial d'Ingelheim, et s'étant fait porter à Bingen, il y termina ses jours le 9 mars 1249, peu regretté de ses diocésains, malgré les éloges que Latomus fait de lui. Il fut inhumé dans la cathédrale Saint-Martin de Mayence.

### Sources
- (de) Cet article est partiellement ou en totalité issu de l’article de Wikipédia en allemand intitulé « Siegfried III. von Eppstein » (voir la liste des auteurs).
- L'Art de vérifier les dates, publié en 1750 par Charles Clémencet, avec la collaboration de Maur Dantine et d'Ursin Durand.